# Valentino Mazzola
Valentino Mazzola (26. leden 1919, Cassano d’Adda, Italské království – 4. května 1949, Superga, Itálie) byl italský fotbalový útočník. Zemřel při tragedii Superga, když klubové letadlo narazilo s hráči do baziliky Superga.
Mazzola byl považován za jednoho nejlepších desítek v historii fotbalu a podle některých za nejlepšího italského fotbalistu všech dob. Byl kapitánem a symbolem týmu Grande Torino, se kterým vyhrál pět po sobě jdoucích ligových titulů a italský pohár a dva roky byl kapitánem národního týmu.

## Kariéra

### Začátky
Fotbal začal v rodném městě Cassano d'Adda. V roce 1938 odešel hrát do Milána, kde hrál za třetiligové Alfa Romeo. Zde hrál pouze jednu sezónu jako křídelní útočník. V roce 1939, když vykonával vojenskou službu u námořnictva, se zúčastnil různých zápasů týmu Navy Command. Zde si jej všimli pozorovatelé prvoligových Benátek. Ty jej v lednu 1940 po konkurzu angažovali za 50 000 lir. První utkání odehrál 31. března 1940 proti Laziu (1:0). Poté odehrál zbývajících pět ligových utkání, kde vstřelil jednu branku a to proti Bari.
První trofej v kariéře získal v ročníku 1940/41, když s klubem vyhrál Italský pohár. V následující sezoně vytvořil se spoluhráčem Loikem útočnou dvojici, která pomohla klubu 3. místo v lize v sezoně 1941/42.

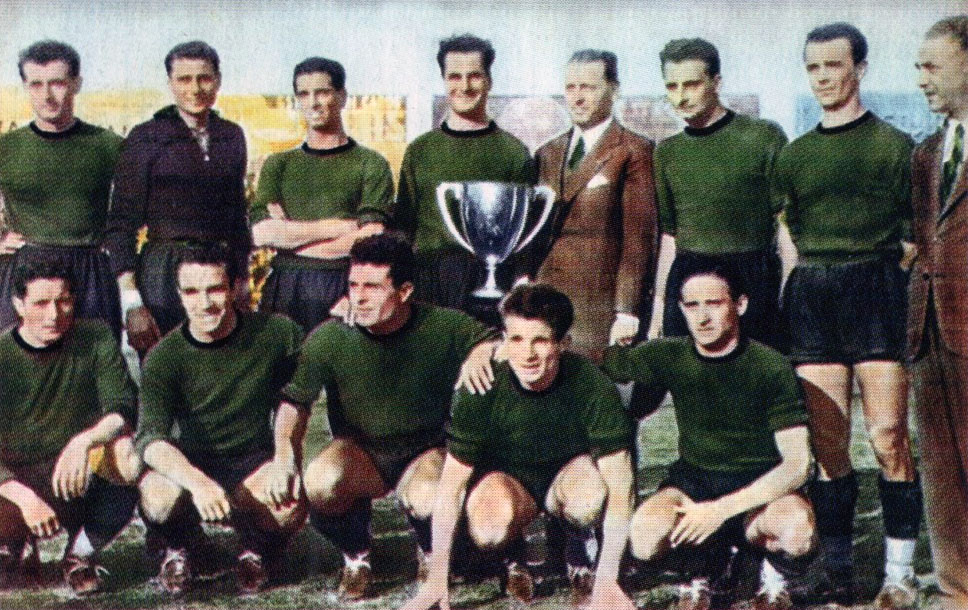
Mazzola v podřepu, druhý zprava v dresu Benátek.

### Turín
V prvních dnech v červenci 1942 [94] jej koupil Turín spolu s Loikem za 1 250 000 lir plus fotbalisti Raúl Mezzadra a Walter Petron. Tato částka, kterou zaplatil prezident býků Ferruccio Novo, byla nejvyšší, která kdy byla v italském fotbale vyplacena, a umožnila Benátkám splatit všechny své dluhy. Turín tak porazil konkurenta z města Juventus, jehož chtěli koupit za 800 000 lir. Klíčovou postavu pro býky byl legendární trenér Vittorio Pozzo, který pomohl přemluvit hráče.
První utkání za nový klub, odehrál 20. září 1942 v Italském poháru proti Anconitana Bianchi (7:0) a v utkání vstřelil dvě branky. První ligový zápas, který se konal 4. října proti Ambrosiana-Inter skončila špatně a prohráli 0:1. První branku vstřelil v derby proti Juventusu (2:5), který se hrál 18. října. I když s klubem utrpěl v lize šest porážek, měl o jeden bod více než druhé Livorno a mohl klub po 15 letech slavit svůj druhý a pro Valentina první titul. Další úspěch zaznamenal v Italském poháru, když se stal s 5 góly nejlepším střelcem a navíc vyhrál Italský pohár.
Během neoficiálního šampionátu v roce 1944 se s klubem dostal do finálové skupiny, jenže prohra se Spezií jej zařadila na 2. místo. Poté se s klubem účastnil charitativních utkání po Itálii. Po 2. světové válce se rozběhla liga pod názvem Národní divize. Skončili na 1. místě ve své skupině a ve finálovou skupinu vyhrály o jeden bod před Juventusem. Klub tak vyhrál opět titul a Valentino celkem vstřelil 16 branek.
V následující sezoně se stal kapitánem a významně přispěl k vítězství dalšího titulu pro býky. Byl to tak jeho třetí a navíc s 29 brankami se stal nejlepším střelcem. Dne 20. dubna 1947, v zápase proti Vicenze (6:0), vstřelil nejrychlejší hattrick v historii italského fotbalu (29., 30. a 31. minutě).
Také v další sezoně 1947/48 se radoval s titulu a vstřelil 25 branek a měl o dvě branky méně než vítěz Giampiero Boniperti. Několik dní před začátkem nové sezony 1948/49, se šest turínských hráčů, včetně Valentina, nechtělo přizpůsobit podmínkám nové smlouvy, které jim klub nabízel. Valentino vynechal první ligový zápas. Už to vypadalo na přestup za 10 milionů lir do Interu, jenže prezident býků mu slíbil dvojnásobný plat a tak zůstal v klubu. Sezona byla opět vítězná, jenže 1. května, den po zápase proti Nerazzurri, odletěl klub do Lisabonu, aby 3. května sehrály přátelský zápas proti Benfice, který skončil 4:3 pro domácí. Utkání bylo pořádán kvůli rozloučení s kariérou Francisca Ferreiri. Na druhý den odletěli domů do Turína, jenže při zhoršené viditelnosti v důsledku husté mlhy narazilo letadlo Fiat G.212 převážející tým, manažery a novináře v 17:03 do zdi baziliky Superga, což způsobilo okamžitou smrt všech jednatřiceti lidí na palubě. Pohřeb se konal 6. května a zúčastnilo se jí přes půl milionu lidí. Ve stejný den FIGC vyhlásila býky mistry Itálie. Valentino tak získal již pátý titul v řadě. Za klub odehrál celkem 200 utkání a vstřelil 123 branek.

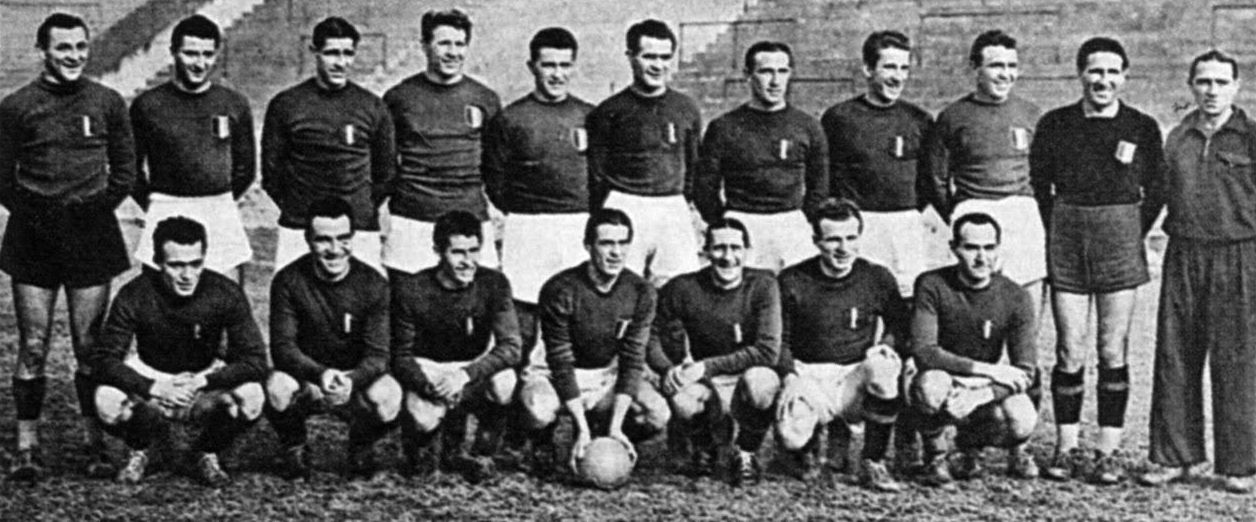
Mazzola v podřepu, druhý zprava v dresu Turín v sezoně 1945/46.

### Reprezentace
Válka a poté jeho náhlá smrt odepřela Valentinovi šanci zúčastnit se MS. Všech 12 utkání tak odehrál jako přátelské zápasy v letech 1942 až 1949. První utkání odehrál 5. dubna 1942 proti Chorvatsku (4:0). První branku vstřelil o 14 dní později proti Španělsku (4:0). Jeho posledním zápasem bylo opět proti Španělsku (3:1), konané 27. března 1949.

## Hráčská statistika
| Sezóna            | Klub              | Liga              | Liga   | Liga | Ligové poháry | Ligové poháry | Ligové poháry | Kontinentální poháry | Kontinentální poháry | Kontinentální poháry | Celkem | Celkem |
| Sezóna            | Klub              | Soutěž            | Zápasy | Góly | Soutěž        | Zápasy        | Góly          | Soutěž               | Zápasy               | Góly                 | Zápasy | Góly   |
| ----------------- | ----------------- | ----------------- | ------ | ---- | ------------- | ------------- | ------------- | -------------------- | -------------------- | -------------------- | ------ | ------ |
| 1938/39           | Alfa Romeo        | Serie C           | 14     | 3    | IP            | 1             | 0             | -                    | 0                    | 0                    | 15     | 3      |
| 1940              | Benátky           | Serie A           | 6      | 1    | IP            | 1             | 1             | -                    | 0                    | 0                    | 7      | 2      |
| 1940/41           | Benátky           | Serie A           | 27     | 6    | IP            | 6             | 3             | -                    | 0                    | 0                    | 33     | 9      |
| 1941/42           | Benátky           | Serie A           | 28     | 5    | IP            | 4             | 0             | -                    | 0                    | 0                    | 32     | 5      |
| Celkem za Benátky | Celkem za Benátky | Celkem za Benátky | 61     | 12   | -             | 11            | 4             | -                    | 0                    | 0                    | 72     | 16     |
| 1942/43           | Turín             | Serie A           | 30     | 11   | IP            | 5             | 5             | -                    | 0                    | 0                    | 35     | 16     |
| 1944              | Turín             | Národní divize    | 25     | 21   | -             | 0             | 0             | -                    | 0                    | 0                    | 25     | 21     |
| 1945/46           | Turín             | Národní divize    | 35     | 16   | -             | 0             | 0             | -                    | 0                    | 0                    | 35     | 16     |
| 1946/47           | Turín             | Serie A           | 38     | 29   | -             | 0             | 0             | -                    | 0                    | 0                    | 38     | 29     |
| 1947/48           | Turín             | Serie A           | 37     | 25   | -             | 0             | 0             | -                    | 0                    | 0                    | 37     | 25     |
| 1948/49           | Turín             | Serie A           | 30     | 16   | -             | 0             | 0             | -                    | 0                    | 0                    | 30     | 16     |
| Celkem za Turín   | Celkem za Turín   | Celkem za Turín   | 195    | 118  | -             | 5             | 5             | -                    | 0                    | 0                    | 200    | 123    |
| Celkově           | Celkově           | Celkově           | 270    | 133  | -             | 23            | 8             | -                    | 17                   | 9                    | 287    | 142    |

## Hráčské úspěchy

### Klubové
- vítěz italské ligy (5x)

Turín: 1942/43, 1945/46, 1946/47, 1947/48, 1948/49
- vítěz italského poháru (2x)

Benátky: 1940/41 

Turín: 1942/43

### Individuální
- 1x nejlepší střelec ligy (1946/47)
- 1x nejlepší střelec domácího poháru (1942/43)